# Solaris (film, 1968)
Pour les articles homonymes, voir Solaris.
Pour plus de détails, voir Fiche technique et Distribution.
Solaris (en russe : Солярис) est un téléfilm soviétique en noir et blanc de Lidia Ichimbaïeva (ru) et Boris Nirenbourg, sorti en 1968, inspiré du roman du même nom de Stanisław Lem. 
Selon Matiouchina S., des trois adaptations du roman, ce téléfilm est celui qui est le plus fidèle au roman original.

## Résumé
Le Dr Kris Kelvin arrive sur la station Solaris, une station spatiale en orbite autour de la planète-océan Solaris. Les scientifiques étudient la planète et ses océans depuis de nombreuses décennies. Peu avant l'arrivée de Kelvin, l'équipage a exposé l'océan à un bombardement de rayons gamma à haute énergie. La réponse de l'océan met l'esprit des scientifiques à l'épreuve en les confrontant à leurs pensées et à leurs souvenirs les plus douloureux. L’océan y parvient en matérialisant des simulacres humains physiques. Kelvin confronte les souvenirs de son partenaire décédé et la culpabilité de son suicide. Les tourments des autres chercheurs ne sont que suggérés, mais semblent encore pires que l'épreuve personnelle de Kelvin. L'intelligence de l'océan exprime des phénomènes physiques d'une manière difficile à expliquer pour leur science limitée, ce qui bouleverse profondément les scientifiques. L'esprit extraterrestre de Solaris semble tellement différent de l'esprit humain que la communication semble impossible.

## Fiche technique
- Titre : Solaris
- Réalisation : Lidia Ichimbaïeva (ru), Boris Nirenbourg
- Scénario et dialogues : Nikolaï Kemarski et Stanisław Lem d'après son roman éponyme
- Photographie : Iouri Bougna, Bori Kiparissov, Valeri Revitch
- Rédaction musicale : Anatoli Kliot
- Son : Galyna Koltsuna
- Production : Télévision centrale soviétique
- Pays de production :  Union soviétique
- Langue originale : russe
- Format : noir et blanc
- Durée : 142 minutes
- Date de diffusion : 
  - Union soviétique : 8 octobre 1968

## Distribution
- Antonina Pilious (ru) : Khari
- Vassili Lanovoï : Kris Kelvin (voix : Vladimir Zamanski)
- Vladimir Etouch : Dr Snaut
- Viktor Zozouline (ru) : Dr Sartorius
- Anatoli Katsinski (ru) :
- Viatcheslav Douguine (ru) :